# Fédry
Fédry est une commune française située dans le département de la Haute-Saône, la région culturelle et historique de Franche-Comté et la région administrative Bourgogne-Franche-Comté.
Ses habitants sont appelés les Fédrisiens.

## Géographie

### Localisation
Fédry est située en bordure ouest de la vallée de la Saône, à l'extrémité est d'une vallée plus petite venant du nord-ouest.

### Structure agricole
D'une superficie totale de 876 ha, le territoire de la commune se décompose comme suit[Quand ?] :
- Village : 11 ha ;
- Forêts : 215 ha (dont une centaine de bois communaux) ;
- Terres arables : 337 ha ;
- Prés : 240 ha ;
- Vignes : 1 ha ;
- Landes : 11 ha ;
- Étang et fossés : 4 ha ;
- Divers (voirie...) : 57 ha.

### Hydrographie
La commune est arrosée par deux rivières : 
- la Saône qui longe la commune à l'est ;
- la Bonde qui prend sa source dans les bois de Grandecourt et de Vauconcourt. Celle-ci traverse le village d'ouest en est, et se jette dans la Saône à l'extrémité sud de la prairie, au pied des coteaux du Treuil. Coteaux recouverts de vigne jusqu'à la deuxième moitié du XIXe siècle (on peut encore y voir des murs en pierres sèches soutenant les terres).
- Une source d'eau minérale froide y a été découverte (530 mg/l de carbonate de fer, 436 mg/l de sulfate de chaux, 424 mg/l de carbonate de chaux), mais faute d'exploitation et d'entretien, elle s'est peu à peu perdue[réf. nécessaire].

### Géologie
La prairie est un dépôt d'alluvions modernes dans les lits actuels et passés de la Saône, et d'alluvions plus anciennes entre celle-ci et le village. La partie nord-ouest est recouverte de limons tertiaires. Le reste du territoire étant constitué de calcaire du Jurassique Supérieur, avec en plusieurs endroits des traces plus ou moins visibles d'exploitations de carrières, dont les plus anciennes remontent au IIe siècle, avec l'exploitation de pierre dite de Vergenne par les Gallo-Romains.

### Climat
Pour des articles plus généraux, voir Climat de la Bourgogne-Franche-Comté et Climat de la Haute-Saône.
En 2010, le climat de la commune est de type climat des marges montargnardes, selon une étude du Centre national de la recherche scientifique s'appuyant sur une série de données couvrant la période 1971-2000. En 2020, Météo-France publie une typologie des climats de la France métropolitaine dans laquelle la commune est exposée à un climat semi-continental et est dans la région climatique  Lorraine, plateau de Langres, Morvan, caractérisée par un hiver rude (1,5 °C), des vents modérés et des brouillards fréquents en automne et hiver. 
Pour la période 1971-2000, la température annuelle moyenne est de 10,3 °C, avec une amplitude thermique annuelle de 17,3 °C. Le cumul annuel moyen de précipitations est de 954 mm, avec 12,3 jours de précipitations en janvier et 9,2 jours en juillet. Pour la période 1991-2020, la température moyenne annuelle observée sur la station météorologique de Météo-France la plus proche, « Combeaufontaine », sur la commune de Combeaufontaine à 11 km à vol d'oiseau, est de 10,7 °C et le cumul annuel moyen de précipitations est de 1 044,0 mm. 
La température maximale relevée sur cette station est de 41 °C, atteinte le 25 juillet 2019 ; la température minimale est de −26 °C, atteinte le 6 janvier 1985,,. 
Les paramètres climatiques de la commune ont été estimés pour le milieu du siècle (2041-2070) selon différents scénarios d'émission de gaz à effet de serre à partir des nouvelles projections climatiques de référence DRIAS-2020. Ils sont consultables sur un site dédié publié par Météo-France en novembre 2022.

## Urbanisme

### Typologie
Au 1er janvier 2024, Fédry est catégorisée commune rurale à habitat dispersé, selon la nouvelle grille communale de densité à sept niveaux définie par l'Insee en 2022.
Elle est située hors unité urbaine. Par ailleurs la commune fait partie de l'aire d'attraction de Vesoul, dont elle est une commune de la couronne,. Cette aire, qui regroupe 158 communes, est catégorisée dans les aires de 50 000 à moins de 200 000 habitants,.

### Occupation des sols
L'occupation des sols de la commune, telle qu'elle ressort de la base de données européenne d’occupation biophysique des sols Corine Land Cover (CLC), est marquée par l'importance des territoires agricoles (71,7 % en 2018), une proportion identique à celle de 1990 (71,7 %). La répartition détaillée en 2018 est la suivante : 
terres arables (32,9 %), prairies (32,6 %), forêts (24,5 %), zones agricoles hétérogènes (6,2 %), zones urbanisées (3,8 %). L'évolution de l’occupation des sols de la commune et de ses infrastructures peut être observée sur les différentes représentations cartographiques du territoire : la carte de Cassini (XVIIIe siècle), la carte d'état-major (1820-1866) et les cartes ou photos aériennes de l'IGN pour la période actuelle (1950 à aujourd'hui).

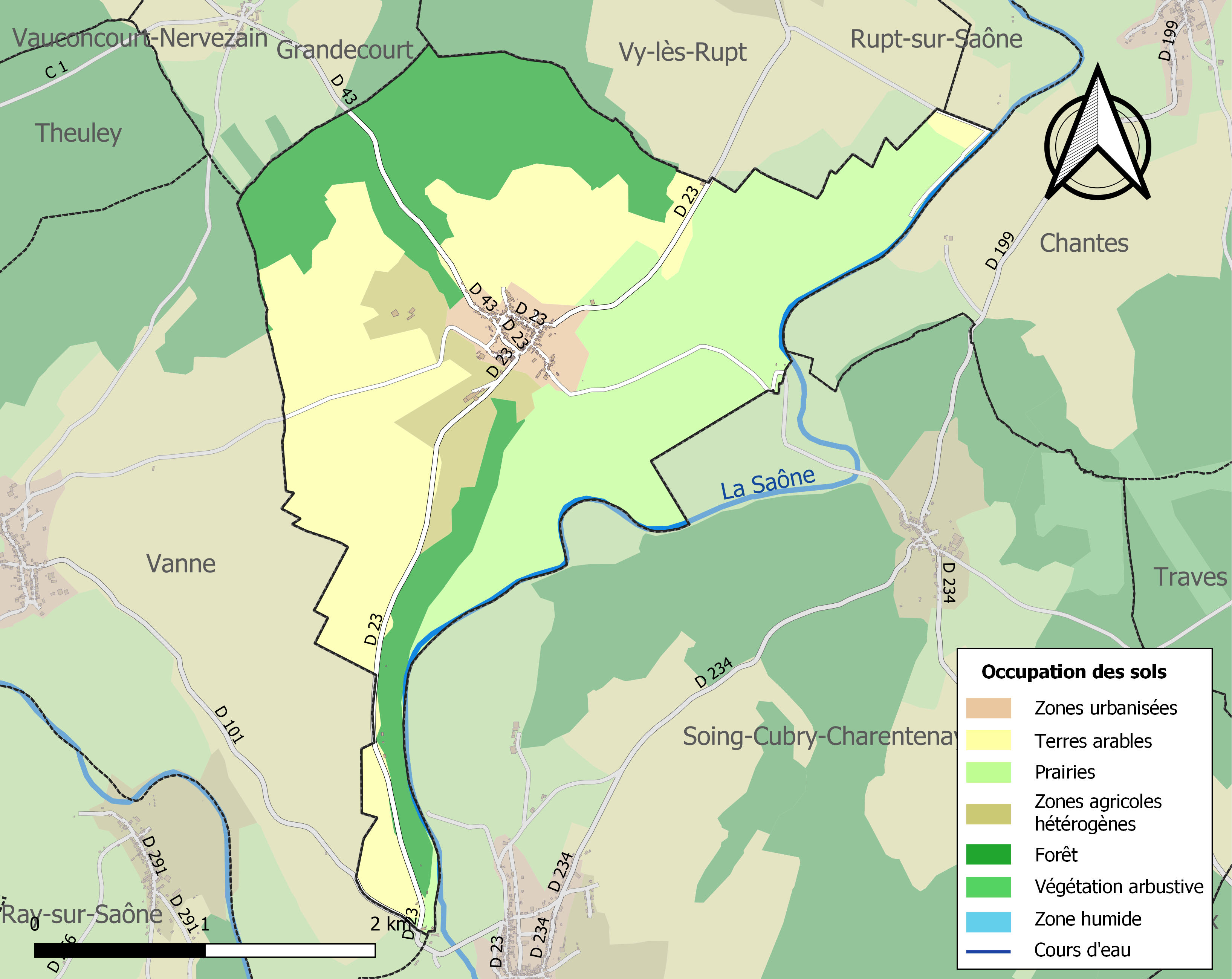
Carte des infrastructures et de l'occupation des sols de la commune en 2018 (CLC).

## Histoire
Au cours de la seconde moitié du XIXe siècle, l'instituteur du village, M. Alfred Milliard, passionné d'histoire et d'archéologie y découvrit plus de 7 000 pièces (fragments ou éclats de silex, des percuteurs, des nucléus, des pointes, des haches polies, des lames, des fragments de poteries), aujourd'hui faisant partie des collections du musée de Besançon. Toutes ses découvertes ont permis de situer sur le territoire des stations préhistoriques datant du Paléolithique, du Mésolithique et du Néolithique.
Plus près de nous, des vestiges d'une voie romaine venant de Besançon ont été découverts entre Fédry et Vanne, celle-ci servant entre autres au transport des pierres extraites dans les carrières.
XIIe siècle : Fédry est mentionnée pour la première fois dans la Chronique de Bèze en 1108 (Ferdriacus).
En 1899, au château Pahon ou château de Pavon, a été découvert un carrelage émaillé avec des écussons du XVe siècle. Le blason de Fédry est l'un d'eux. Il existe aussi une légende qui dit que si on fouillait  le fond de la Saône vers le château on y retrouverai  une barque chargée d'or.
XVIe siècle : en 1569, Fédry fut pillée, saccagée et incendiée par les reîtres de Wolfgang de Bavière, duc des Deux-Ponts.
XVIIe siècle : la seigneurie appartient à Antoine Luquet de Grangebeuve.
XVIIIe siècle : la seigneurie appartient aux familles Luquet de Grangebeuve et Henrion de Magnoncourt.
XIXe siècle : le 10 juillet 1838, un incendie détruisit 25 maisons sur 140.
L'histoire de Fédry a été écrite par Alfred Milliard (1838-1900). Mais cet ouvrage n'a jamais été édité. Par contre, elle parut entièrement dans les bulletins paroissiaux du village de novembre 1910 à octobre 1919. C'est à partir de ces bulletins qu'elle fut recopiée par plusieurs personnes, notamment Charles Bouchard et plus récemment par René Porro. Il existe encore quelques-unes de ces copies.

## Politique et administration

### Rattachements administratifs et électoraux
La commune fait partie de l'arrondissement de Vesoul du département de la Haute-Saône, en région Bourgogne-Franche-Comté. Pour l'élection des députés, elle dépend de la première circonscription de la Haute-Saône.
Elle fait partie depuis 1801 du canton de Dampierre-sur-Salon. Dans le cadre du redécoupage cantonal de 2014 en France, le territoire de ce canton s'est accru, passant de 29 à 50 communes.

### Intercommunalité
La commune fait partie de la communauté de communes des quatre rivières, intercommunalité créée en 1996.

### Liste des maires

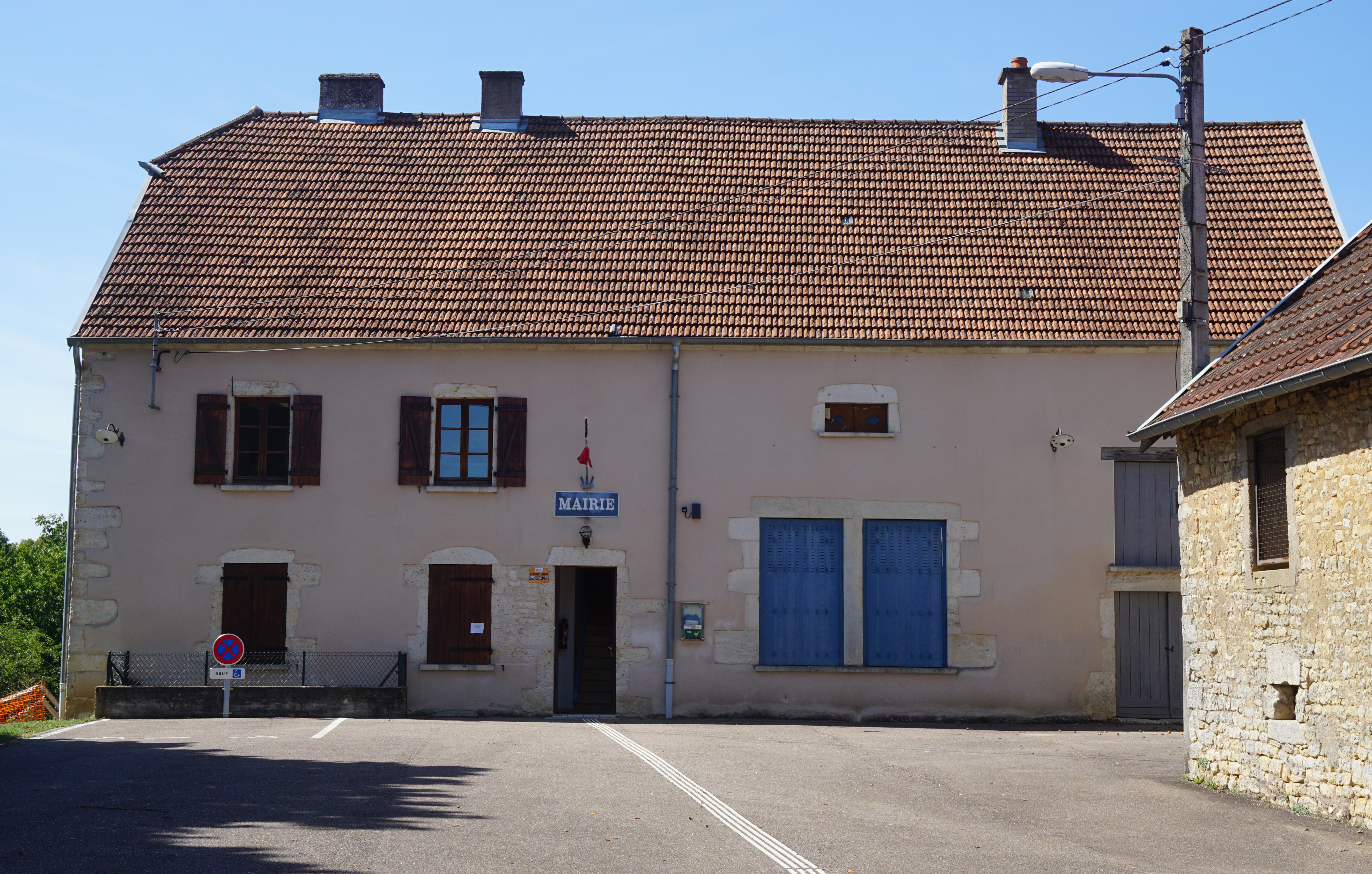
La mairie.

| Période                                  | Période                       | Identité                 | Étiquette | Qualité  |
| ---------------------------------------- | ----------------------------- | ------------------------ | --------- | -------- |
| Les données manquantes sont à compléter. |                               |                          |           |          |
| vers 1853                                | 18..                          | Bon Marie Humbert        |           |          |
| 1893                                     | 1897                          | Ambroise Durand          |           |          |
| 1897                                     | 20 mai 1900                   | Nicolas Mouton           |           |          |
| 20 mai 1900                              | 24 décembre 1908              | Bonaventure Boudot       |           |          |
| 24 décembre 1908                         | novembre 1917                 | Nicolas Boudot           |           |          |
| 15 novembre 1919                         | 22 novembre 1944              | Paul de Germay           |           |          |
| 17 mai 1945                              | octobre 1947                  | Albert Durand            |           |          |
| 26 octobre 1947                          | novembre 1948                 | Aimé Gelinotte           |           |          |
| novembre 1948                            | juillet 1951                  | Albert Bonnaventure      |           |          |
| 18 juillet 1951                          | 3 mars 1965                   | Georges Roblet           |           |          |
| 28 mars 1965                             | 30 novembre 1966              | Marcel Kaeser            |           |          |
| 30 novembre 1966                         | mars 1983                     | Guy Dériot               |           |          |
| 11 mars 1983                             | mars 2014                     | Jean-Claude Bonnaventure |           |          |
| 2014                                     | En cours (au 23 février 2016) | Jean Roblet              |           | Retraité |

## Démographie
L'évolution du nombre d'habitants est connue à travers les recensements de la population effectués dans la commune depuis 1793. Pour les communes de moins de 10 000 habitants, une enquête de recensement portant sur toute la population est réalisée tous les cinq ans, les populations de référence des années intermédiaires étant quant à elles estimées par interpolation ou extrapolation. Pour la commune, le premier recensement exhaustif entrant dans le cadre du nouveau dispositif a été réalisé en 2004.

En 2022, la commune comptait 94 habitants, en évolution de −2,08 % par rapport à 2016 (Haute-Saône : −1,4 %, France hors Mayotte : +2,11 %).
| 1793 | 1800 | 1806 | 1821 | 1831 | 1836 | 1841 | 1846 | 1851 |
| ---- | ---- | ---- | ---- | ---- | ---- | ---- | ---- | ---- |
| 548  | 613  | 610  | 542  | 605  | 614  | 576  | 577  | 561  |

| 1856 | 1861 | 1866 | 1872 | 1876 | 1881 | 1886 | 1891 | 1896 |
| ---- | ---- | ---- | ---- | ---- | ---- | ---- | ---- | ---- |
| 523  | 465  | 462  | 443  | 427  | 423  | 397  | 356  | 353  |

| 1901 | 1906 | 1911 | 1921 | 1926 | 1931 | 1936 | 1946 | 1954 |
| ---- | ---- | ---- | ---- | ---- | ---- | ---- | ---- | ---- |
| 331  | 321  | 315  | 289  | 259  | 261  | 225  | 193  | 203  |

| 1962 | 1968 | 1975 | 1982 | 1990 | 1999 | 2004 | 2006 | 2009 |
| ---- | ---- | ---- | ---- | ---- | ---- | ---- | ---- | ---- |
| 173  | 152  | 137  | 109  | 92   | 108  | 111  | 114  | 110  |

| 2014 | 2019 | 2022 | - | - | - | - | - | - |
| ---- | ---- | ---- | - | - | - | - | - | - |
| 97   | 98   | 94   | - | - | - | - | - | - |

## Économie
- Agriculture.
- Écluse sur la Saône.

## Culture locale et patrimoine

### Lieux et monuments
- Église du XVIIIe siècle avec retable, et sanctuaire gothique du XIVe siècle.
- Château du XIXe siècle, avec vestiges du donjon féodal.
- Lavoir à pilastres de 1838, construit par l'architecte Alexandre Ringulet.

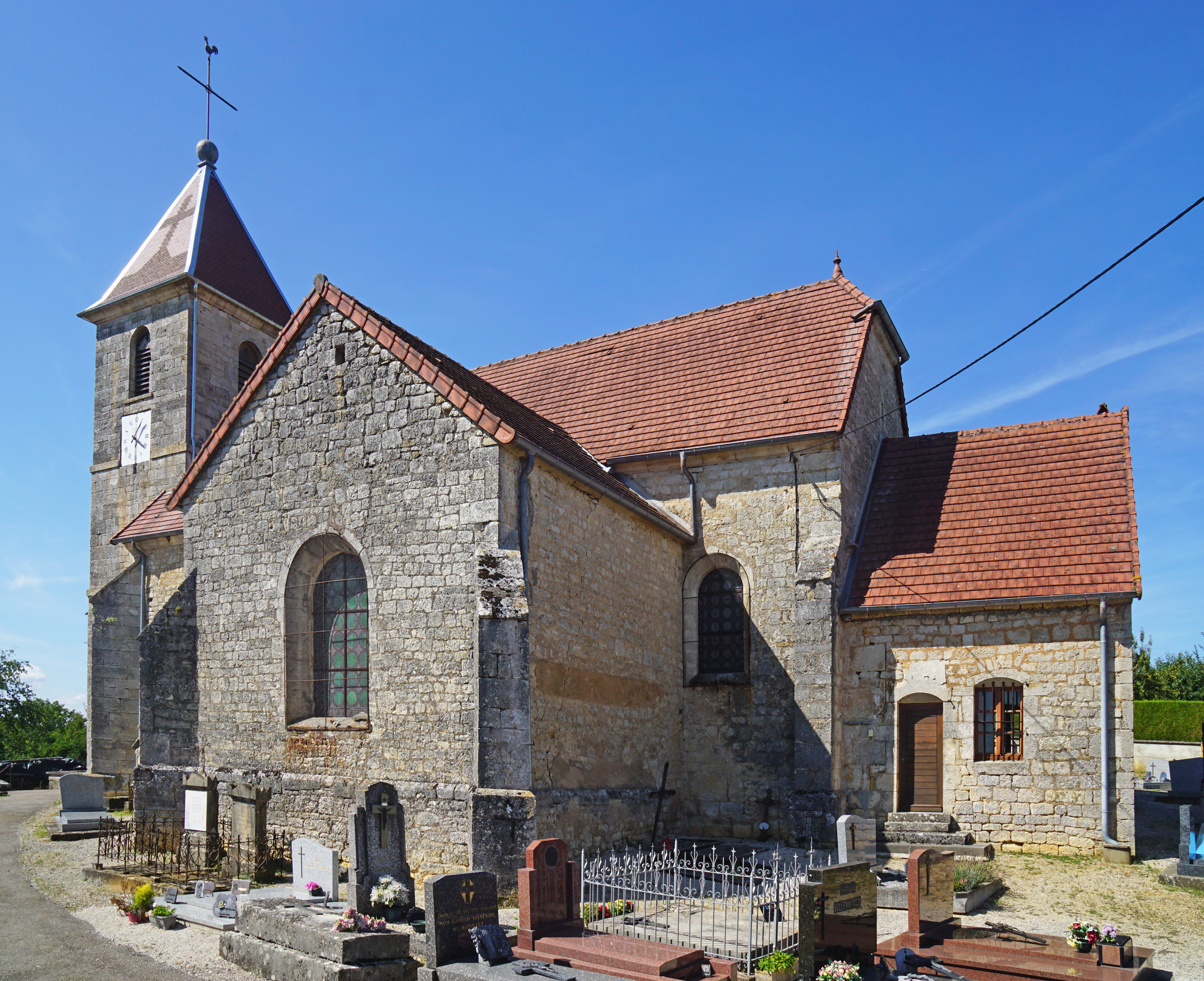
L'église.
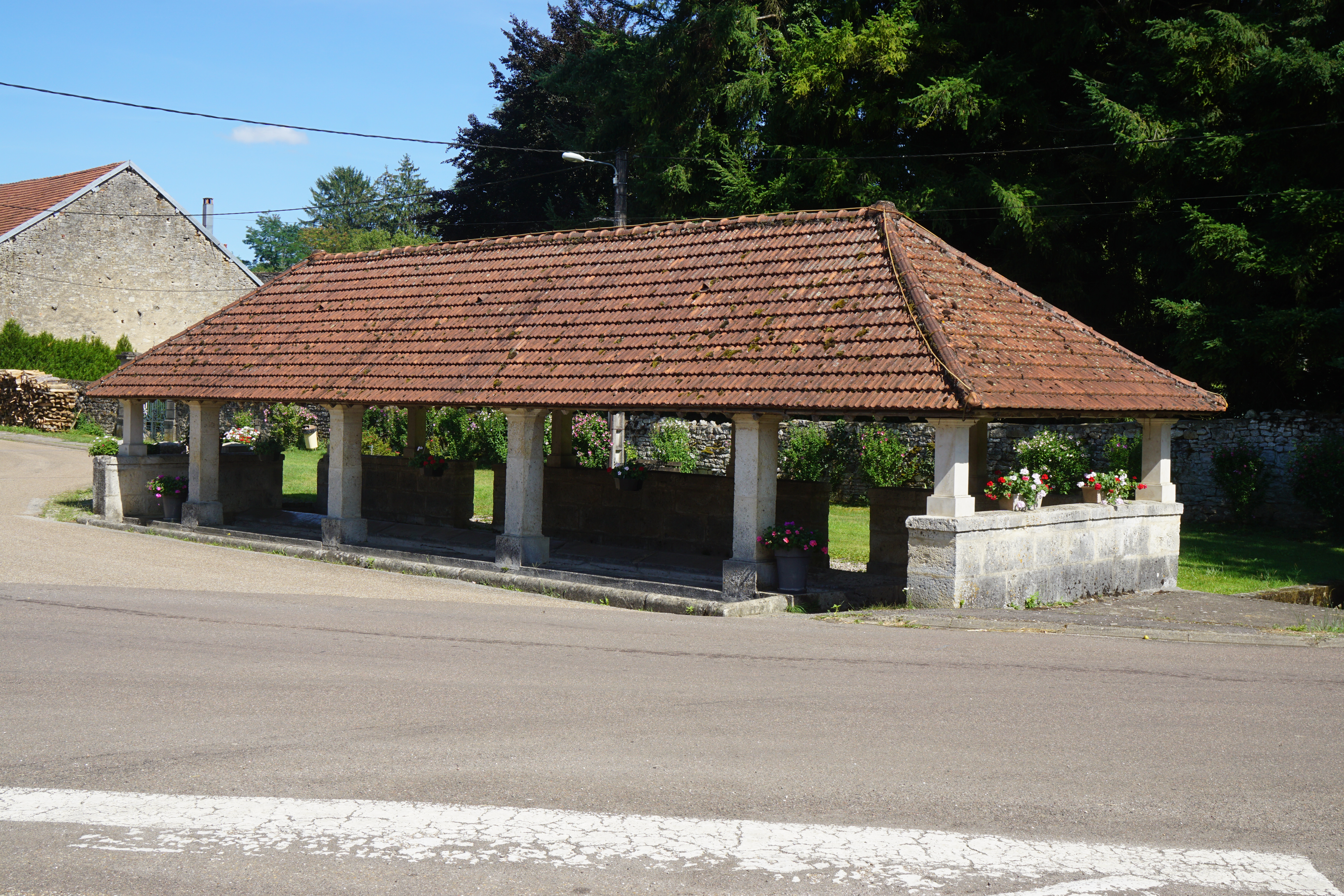
Le lavoir.
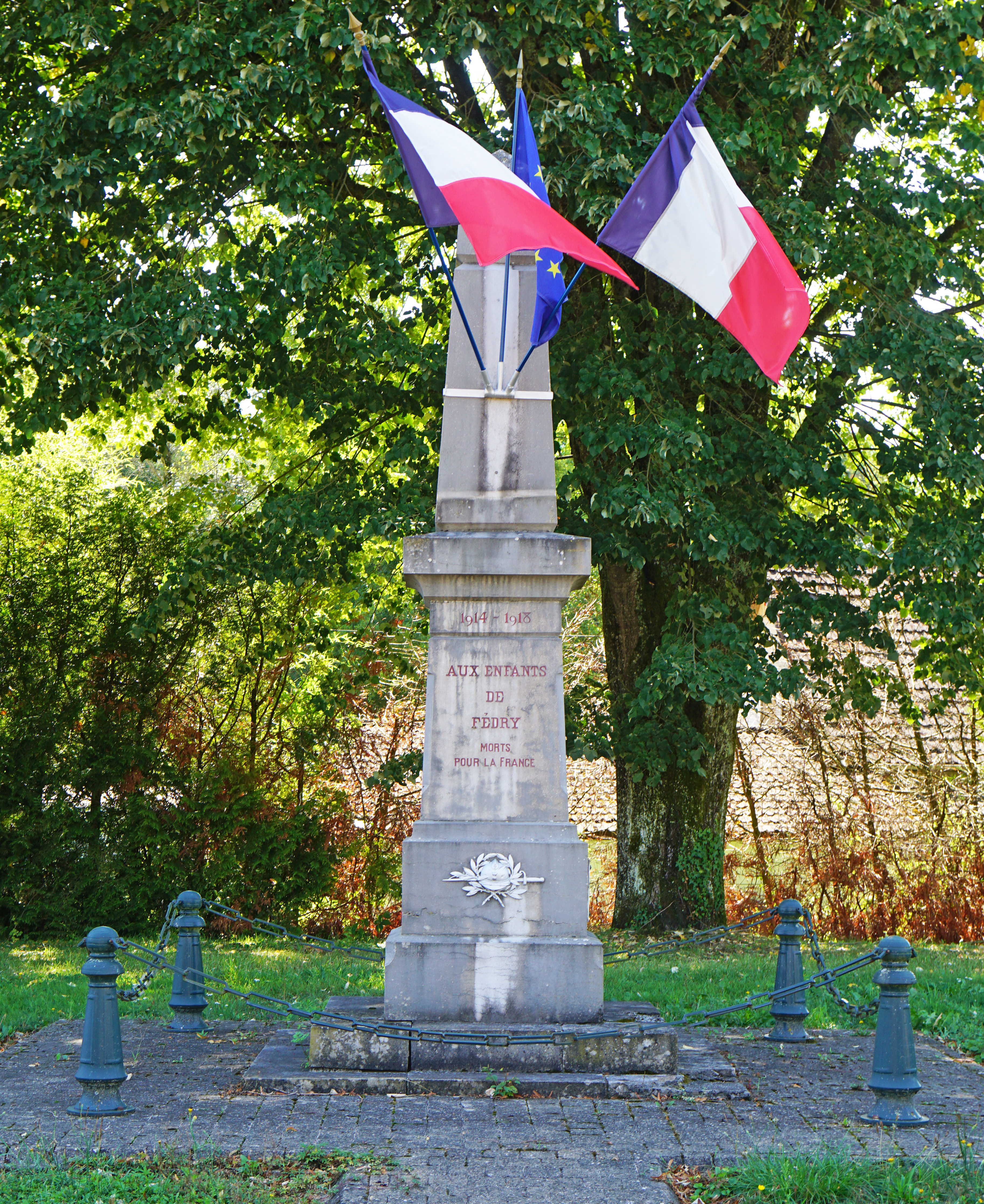
Le monument aux mort.
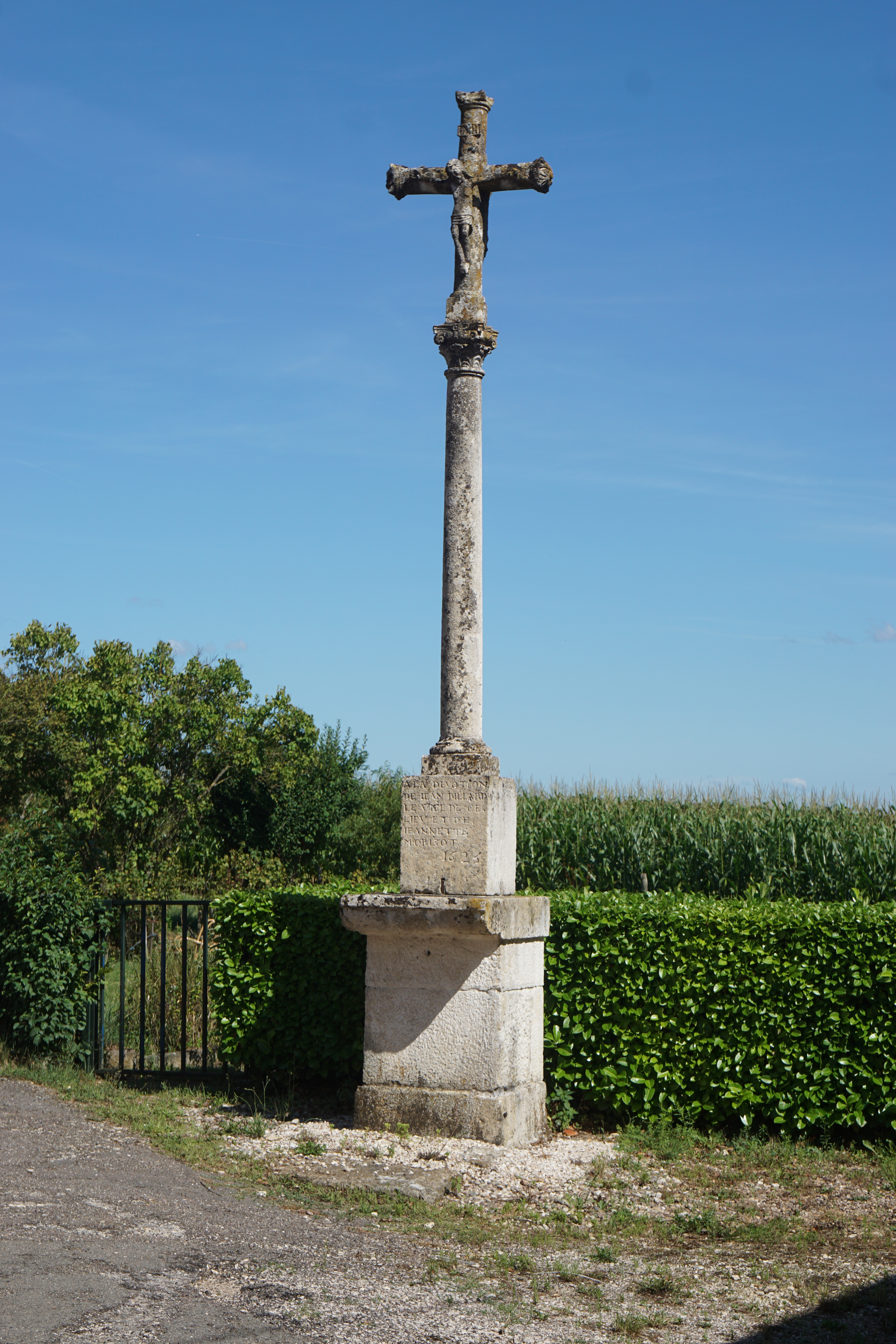
Croix datée de 1626.
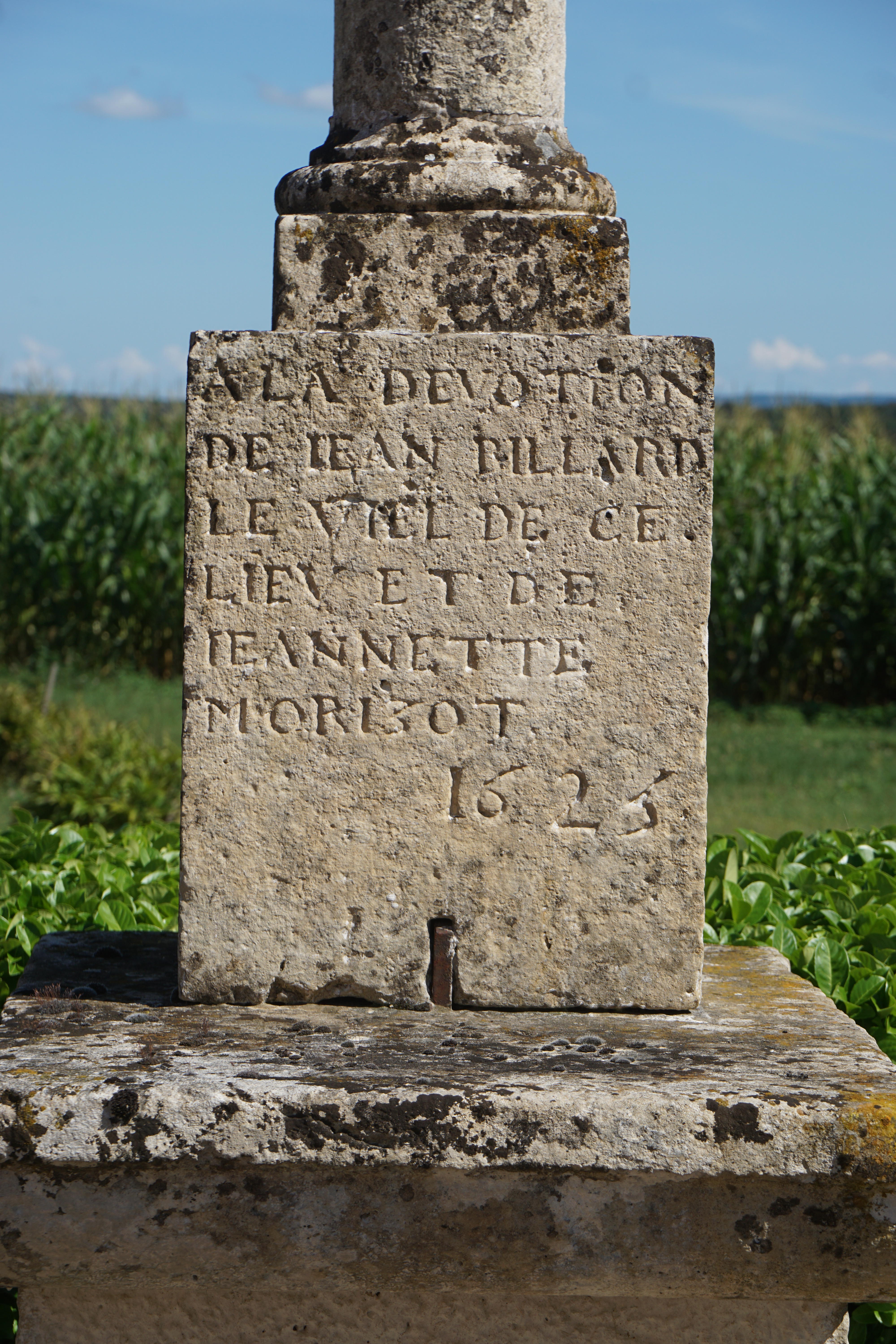
Détail.

### Personnalités liées à la commune
- Alfred Milliard :

Fils de Pierre Milliard et Émilie Flouquet domiciliés à Fédry au « Petit Castel ». Sa mère Émilie Flouquet était fille de Jean-Gualbert Flouquet et de Marie-Catherine Gabriel De Fédry (1796-1815). Alfred était donc par sa mère descendant de la noblesse de Fédry. Il épousa Marie Véjux, mais ils n'eurent pas d'enfants. Il décéda à Fédry le 26 février 1900.
C'était un érudit :
- - Archéologue : 7 000 pièces répertoriées, léguées par sa famille au musée de Besançon ;
  - Écrivain : L'histoire de Fédry.

### Héraldique
|  | D'argent à une fasce de gueules chargées de trois croissants renversés d'or |